# تسینانگ (بوتان)
تسینانگ (به لاتین: Tseshinang) یک منطقهٔ مسکونی در بوتان (کشور) است که در Wangdue Phodrang District واقع شده‌است.